# Samsung Galaxy A8 (2018)
O Samsung Galaxy A8 / Samsung Galaxy A8+ é um smartphone Android desenvolvido e fabricado pela Samsung Electronics. Faz parte da série Galaxy A, que é voltada para o mercado intermediário. A empresa divulgou este telefone em 19 de dezembro de 2017.

## Especificações

### Software
O smartphone sai de fábrica com sistema operacional móvel Android 7.1.1 "Nougat" sob a interface Samsung Experience 8.5 da Samsung.

## Estratégia do produto
O A8/A8+ é um smartphone intermediário da Samsung que se inspira no visual "tela infinita" do carro-chefe Galaxy S8/S8+, com um painel de 18,5:9 e bordas finas. No entanto, o A8 tem uma tela plana com resolução FHD+, enquanto o S8 tem uma tela curva com resolução QHD+.

### Variantes

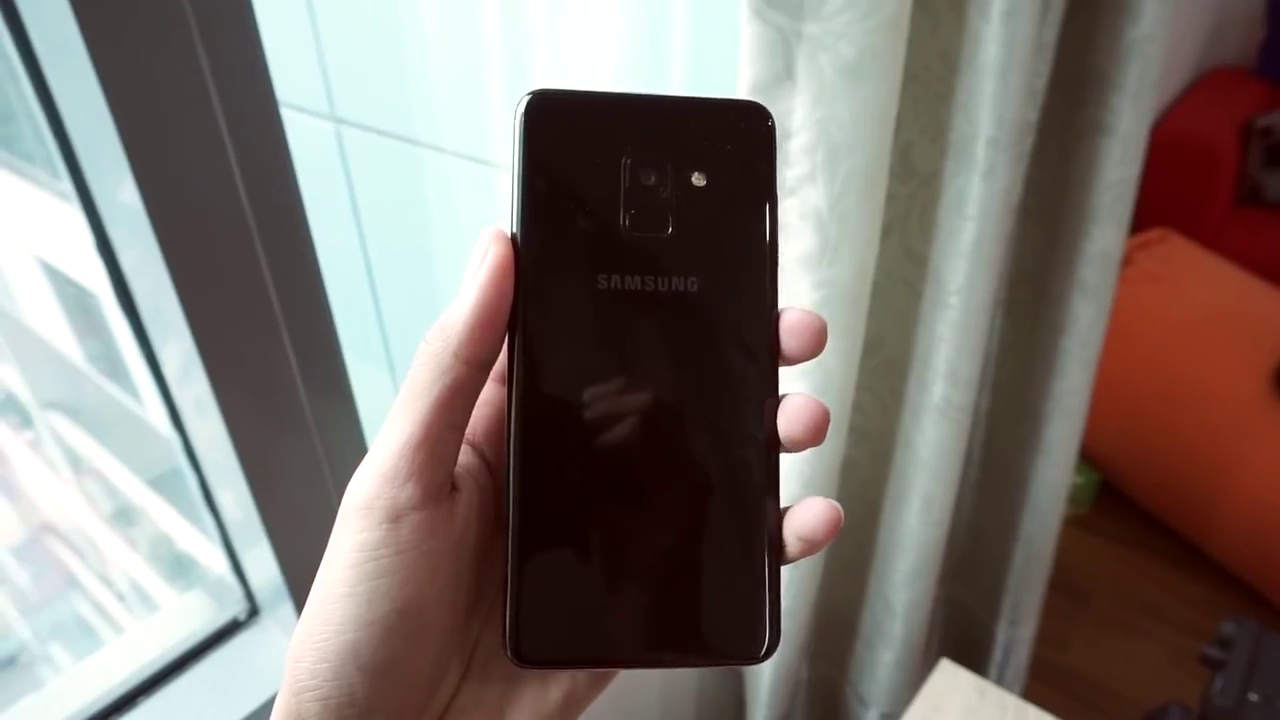
Parte traseira do Samsung Galaxy A8 (2018)

| Modelo      | Processador                | SIM   | Região                                                       |
| ----------- | -------------------------- | ----- | ------------------------------------------------------------ |
| SM-A530F    | Samsung Exynos 7 Octa 7885 | Único | Europa                                                       |
| SM-A530F/DS | Samsung Exynos 7 Octa 7885 | Dual  | Europa, Ásia, África, América Latina, Oceania, Oriente Médio |
| SM-A530W    | Samsung Exynos 7 Octa 7885 | Único | Canadá                                                       |
| SM-A730F/DS | Samsung Exynos 7 Octa 7885 | Dual  | Ásia, África, América Latina, Oceania, Oriente Médio         |